# Slammiversary XI
Slammiversary XI (рус. Предел для Славы) — это профессиональное рестлинг ППВ-шоу, проводимое федерацией TNA. Шоу прошло 2 июня 2013 года на Аджанис Арене в Бостоне, Массачусетсе. Это стало девятым PPV в линейке Slammiversary.

## Поединки
| №                                | Матч | Тип Матча | Время |
| -------------------------------- | --- | --- | ----- |
| 1                                | Крис Сейбин победил Кенни Кинга(с) и Суицида                                                                            | Ultimate X поединок за титул Чемпиона X Дивизиона TNA | 15:25 |
| 2                                | Магнус, Самоа Джо и Джефф Харди победили «Тузы и Восьмёрки»(Уэс Бриско, Гаретт Бишофф и Кена Андерсона                  | Поединок три на три | 10:08 |
| 3                                | Джо Брэдли победил Сэма Шоу                                                                                             | Одиночный поединок, победитель будет участвовать Bound for Glory турнире                                                                                   | 4:57  |
| 4                                | Дивон (c) победил Джозефа Парка по отчёту                                                                               | Одиночный поединок за титул Телевизионного чемпиона TNA | 0:10  |
| 5                                | Абисс победил Дивона(с)                                                                                                 | Одиночный поединок за титул Телевизионного чемпиона TNA | 4:50  |
| 6                                | Ганнер и Джеймс Шторм победили Чаво Герреро и Эрнандеса(с), Кристофера Дэниэлса и Казаряна и Остина Ариеса и Бобби Руда | Четырёхсторонний командный поединок на выбывание за титулы Командных чемпионов мира TNA                                                                    | 16:43 |
| 7                                | Тэрин Террелл победила Гейл Ким                                                                                         | Последняя стоящая на ногах поединок | 9:21  |
| 8                                | Курт Энгл победил Эй Джей Стайлза                                                                                       | Одиночный поединок | 15:45 |
| 9                                | Булли Рей(с) победил Стинга                                                                                             | Поединок без правил за титул Чемпиона мира в тяжёлом весе. Если Стинг проиграет, он никогда больше не сможет биться за титул Чемпиона мира в тяжёлом весе. | 15:45 |
| (c) – чемпион на момент поединка | | |       |